# Liebesgrüße aus Moskau (Roman)
Liebesgrüße aus Moskau ist der fünfte Roman aus Ian Flemings James-Bond-Reihe und erschien zuerst 1957 unter dem Titel From Russia with Love in England. Eine angebliche Überläuferin lockt den britischen Superspion nach Istanbul in eine Falle des sowjetischen Geheimdienstes SMERSch.
Auf Deutsch kam er erstmals 1961 beim Humanitas Verlag heraus. Im Jahre 1966 folgte eine Ausgabe als „Phoenix-Shocker“ des Scherz Verlags und 2013 publizierte Cross Cult eine vollständige und ungekürzte Neuübersetzung. 1963 wurde der Roman weitgehend werkgetreu als zweiter Kinofilm der Bond-Reihe mit Sean Connery in der Hauptrolle adaptiert.

## Handlung

### Der Plan
Der Leser lernt Donovan Grant (im Film Red Grant) kennen, einen irischen Überläufer zum russischen Geheimdienst SMERSCH. Dort ist er schon unter dem Namen Schlächter bekannt, da er häufig Mordaufträge von seinem russischen Arbeitgeber erhält. Er besitzt keine herausragende Intelligenz, dafür jedoch eine athletische Physis und eine ihn befriedigende Mordlust, die sich besonders zur Zeit des Vollmondes zeigt. Ein weiteres Mal wird er nach Moskau beordert.
Der Ort wechselt zu einer Sitzung der führenden Köpfe der russischen Geheimdienste. Der Leiter von SMERSCH, General Grubozaboischikow, und seine Kollegen sind verärgert über ihre kürzlichen Misserfolge, an denen James Bond nicht unbeteiligt ist. Sie beschließen, einen Coup gegen den britischen MI6 zu inszenieren; mit dem Ziel, Bond zu töten und die Briten in Verruf zu bringen. Mit der Planung werden Oberst Rosa Klebb und der Schachspieler Tov Kronsteen beauftragt.
Im Jahr 1955, der 34-jährige James Bond soll mithilfe der hübschen, 24-jährigen Spionin Tatjana „Tanja“ Romanowa angelockt werden, die angeblich überlaufen und den Briten eine russische Dechiffriermaschine vom Typ Spektor (in der Verfilmung Lektor) beschaffen will. Romanowa nimmt nach Wochen der Planung und Ausbildung in Istanbul Kontakt mit dem dort zuständigen MI6-Agenten Darko Kerim (im Film Ali Kerim Bey) auf und gibt vor, sich in das Bild von James Bond verliebt zu haben.

### Die Ausführung
In London erhält Bond den Auftrag, zu Darko Kerim in die Türkei zu reisen. Die Geschichte der einseitigen Liebe von Tanja lässt ihn und M zwar bereits vermuten, es könnte auch eine Falle sein, jedoch stehen mit einer Chiffrierspezialistin und einer Spektor-Maschine zu viel auf dem Spiel, um das Wagnis nicht einzugehen. Also wird Bond nach Istanbul geschickt, um das Mädchen mit der Maschine nach London zu bringen. Am Bosporus angekommen, verbringt Bond einige Zeit mit Kerim, einem Anglo-Türken und Leiter von Station T, der MI6-Außenstelle in der Türkei. Über einen geheimen Tunnel durch die Kanalisation, der von Kerims Büro direkt unter das sowjetische Konsulat führt, kann Bond während einer Sitzung erstmals einen Blick auf Tanja erhaschen. Am selben Abend besuchen Bond und Kerim einen Stamm befreundeter Zigeuner. Für Spionageinformationen nutzt Kerim die Zigeuner, wie die Sowjets die Bulgaren nutzen, mit denen sie im Konsulat an einem Tisch saßen. Während Bonds und Kerims Anwesenheit wird das Zigeunerlager von ebendiesen Bulgaren überfallen, doch nach Verlusten auf beiden Seiten, ziehen sich die Angreifer zurück. Kerim beschließt daraufhin, den Anführer der Bulgaren, einen Mann namens Krilencu, zu töten, was ihnen bei einer Aktion in derselben Nacht auch gelingt.
Als Bond in sein Hotel zurückkehrt, findet er Tanja in seinem Bett. Die beiden kommen sich näher und haben Sex. Doch die Hintermänner von SMERSCH filmen sie dabei, um später belastendes Material in der Hand zu haben. Romanowa teilt Bond mit, dass sie noch am folgenden Abend die Spektor-Maschine entwenden werde und sie danach sofort mit dem Orientexpress abreisen müssten. Obwohl Bond Bedenken hat, stimmt er dem Plan und der langen, gefährlichen Reise im Zug zu. Sie werden von Darko Kerim begleitet. Romanowa hat sich inzwischen in Bond verliebt und will tatsächlich bei ihm bleiben, traut sich aber noch nicht, ihm zu sagen, dass SMERSCH hinter allem steckt. Sie glaubt, der ganze Plan sei, dass sie in London für die Russen spionieren soll.
Im Zug sind drei russische Agenten. Darko Kerim gelingt es, mit Tricks und seinem Einfluss zwei der Feinde aus dem Zug zu befördern, aber beim Kampf mit dem dritten Agenten kommen beide ums Leben.
Als der Zug acht Stunden in Belgrad pausiert, telefoniert Bond mit seinem Hauptquartier und stellt M frei zu entscheiden, ob dieser einen weiteren britischen Agenten zur Verstärkung senden will. Als Bond Stunden später kurz vor der Weiterfahrt auf einen kräftigen Mann aufmerksam wird, der vermeintlich gerade dem Zug zugestiegen ist und sich mit den vereinbarten Code-Worten als britischer Agent zu erkennen gibt, geht Bond davon aus, dass dies der Mann ist, den M ihm geschickt hat. In Wirklichkeit handelt es sich um Grant. Kurz darauf setzt er Romanowa mit einem heimlich verabreichten Schlafmittel außer Gefecht und bringt Bond in dessen Zugabteil in seine Gewalt. Grant erklärt Bond, dass er ihm im nächsten Tunnel ins Herz schießen und danach auch die schlafende Russin mit Bonds Waffe töten werde. Der Killer erzählt Bond den Plan der SMERSCH, Bond und damit dem MI6 den Tod der schönen russischen Agentin anzuhängen, den heimlich gefilmten Liebesakt den Medien zuzuspielen und somit den Ruf des britischen Geheimdienstes zu schädigen. Außerdem sei die Spektor eine Attrappe und mit einem Sprengsatz versehen, der explodieren werde, sobald die britischen Spezialisten versuchten, das Gerät zu öffnen.
In Paris werde Grant von Rosa Klebb im Hotel Ritz erwartet und ausgezeichnet werden. Aber Bond gelingt es, dem tödlichen Schuss zu entgehen, mit einem Messer aus einem Geheimfach seines Koffers Grant niederzustechen und ihn schließlich mit dessen eigener Waffe zu erschießen.
In Frankreich angekommen, bringt Bond die präparierte Spektor und die russische Agentin bei seinen befreundeten französischen Geheimdienstkollegen in Sicherheit und geht seinerseits, nachdem er seinem Hauptquartier in London ausführlichen Bericht erstattet hat, zu der Verabredung mit Rosa Klebb ins Ritz. Klebb hat sich als harmlose alte Frau getarnt, und Bond entgeht nur knapp einer Falle und ihren mit Gift präparierten Stricknadeln, bevor er sie überwältigen kann. Noch bevor die inzwischen eingetroffenen Franzosen mit seinem Freund René Mathis Klebb abführen, gelingt es dieser, Bond mit einer im Schuh versteckten, vergifteten Klinge am Bein zu verletzen. Die Geschichte endet, als Bond bewusstlos zu Boden sinkt.
Zu Beginn des nächsten Romans erfährt man, dass Rosa Klebb in der Haft gestorben ist.